# Stranger (映画館)
Stranger（ストレンジャー）は、東京都墨田区にあるカフェ併設型の映画館である。創業者は岡村忠征。

## 歴史
岡村忠征は、映画美学校で学び、映画やテレビドラマ、Vシネマの撮影現場スタッフなどを経て、デザイン業界に転身した。2011年に独立し、デザイン事務所のアート&サイエンスを設立した。コロナ禍の2021年、TCC試写室で開かれたリチャード・フライシャー特集上映から刺激を受けて、映画館の開業を思い立った。
2022年3月に物件探しを開始した。菊川会館（東京都墨田区菊川のパチンコ店）の跡地が、映画館開業のための条件を満たしていた。5月に同物件を紹介された後、6月に契約して工事に着工し、9月16日に開業した。
こけら落としには、ジャン＝リュック・ゴダール監督の6作品『勝手に逃げろ/人生』『パッション』『ゴダールのマリア』『右側に気をつけろ』『JLG/自画像』『フォーエヴァー・モーツアルト』が選ばれた。日本での上映権は切れていたが、同館での3週間の上映のために権利を購入した。
「映画を知る」「映画を観る」「映画を語り合う」「映画を論じる」「映画で繋がる」をコンセプトに掲げている。館名は『荒野のストレンジャー』（クリント・イーストウッド監督）や『ストレンジャー・ザン・パラダイス』（ジム・ジャームッシュ監督）などから着想を得て命名された。
2024年2月1日、映画会社ナカチカピクチャーズを傘下に持つナカチカ株式会社がアート&サイエンスを子会社化し、同館の運営に参画した。

## 設備

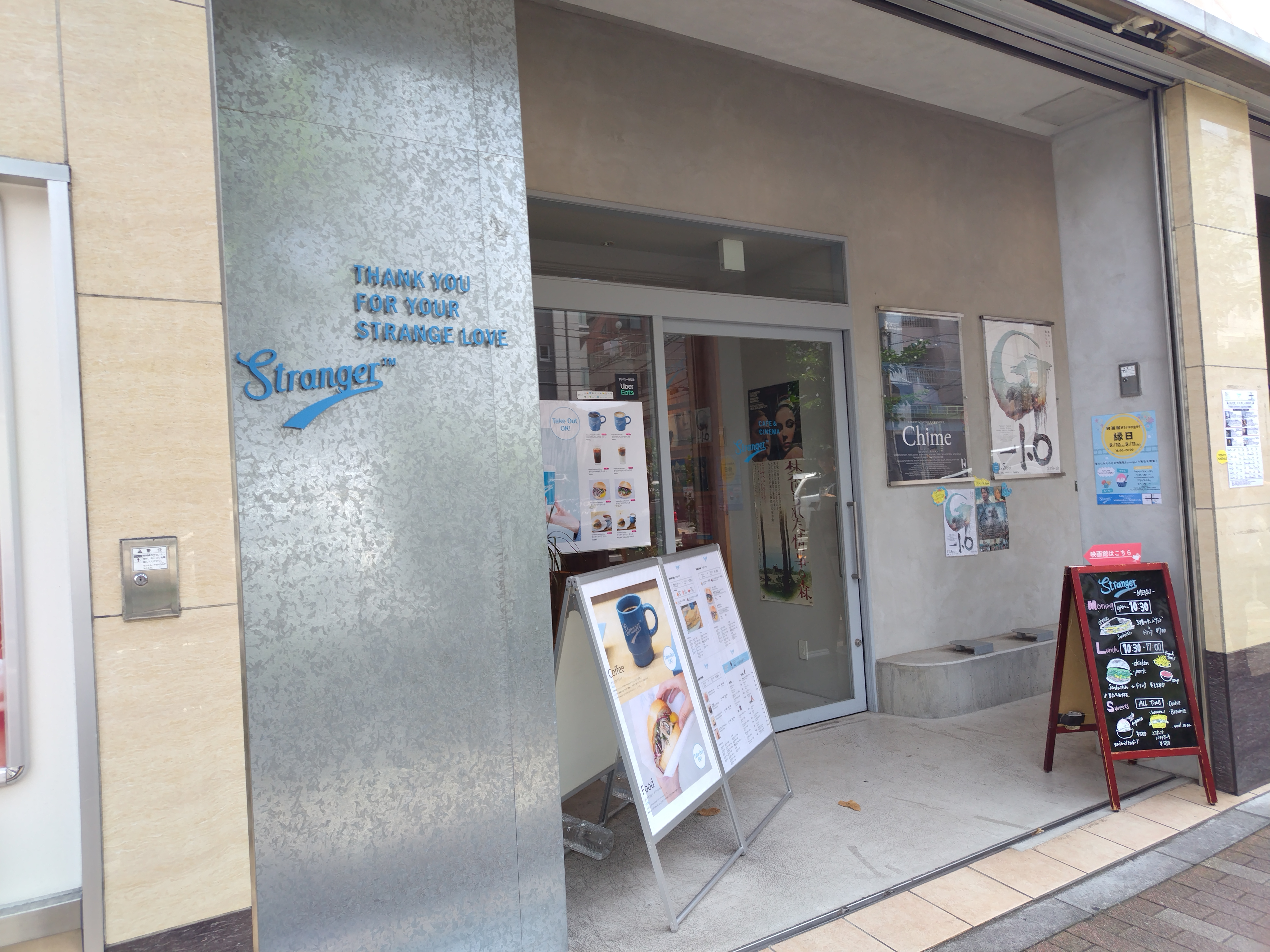
エントランス。映画館の入り口はカフェの中にある。

スクリーンは1つで、座席数は49席。スクリーンの大きさは横4.2メートル、縦1.5メートル。椅子は十日町シネマパラダイス（新潟県）で使用されていたもの、スピーカーは鶴岡まちなかキネマ（山形県）で使用されていたものをそれぞれ譲り受けた。スピーカーはスクリーンの脇には置かず、スクリーンの裏に全て設置されている。
館内には、カフェのStranger Cafe（ストレンジャー・カフェ）が併設されており、オリジナル・ブレンドのコーヒーやフード類を提供している。また、同館オリジナルのグッズや雑誌も販売されている。
カフェの設置は映画館という空間を従来型のミュージアムではなく、説明したり、情報交換したりというギャラリー型にしたいという代表・岡村忠征の考えに基づいている。